# Sakurazaka46
Sakurazaka46 (яп. 櫻坂46), бывшее название Keyakizaka46 (яп. 欅坂46 Кэякидзака Фо:ти:-сикксу) — японская женская идол-группа, продюсируемая поэтом-песенником Ясуси Акимото. Создание группы было анонсировано 22 февраля 2015 года на концерте Nogizaka46 в Сейбу Доум, а первое поколение участниц было представлено уже 21 августа 2015 года. До дебюта группа носила название Toriizaka46 (яп. 鳥居坂46). Группа была переименована после концерта 13 октября 2020 года. Sakurazaka46 названы в честь улицы Сакурадзака на холмах Роппонги в Минато, Токио.
По состоянию на 2020 год группа выпустила в общей сложности девять синглов, все из которых возглавили чарт Oricon Singles и Billboard Japan Hot 100. Группа также выпустили три сборных альбома, один из которых был выпущен Hiragana Keyakizaka46, подгруппой, которая отделилась от Hinatazaka46. Кроме того, группа ведет несколько развлекательных шоу, радиопрограмм и телевизионных дорам.

## История

Лого Keyakizaka46

### 2015 год
22 февраля 2015 года на концерте в честь третьей годовщины Nogizaka46 была объявлена новость о создании первой сестринской группы с названием Toriizaka46 (яп. 鳥居坂46). 10 июля 2015 года стартовала электронная регистрация для девушек, желающих стать частью группы. Очные прослушивания прошли с 24 июля по 2 августа 2015 года, после чего всех прошедших отсеивали ещё в течение трёх недель. 21 августа 2015 года прошло финальное прослушивание, а уже 22 августа 2015 года прессе представили первое поколение участниц. Среди 22,509 девушек были отобраны 22 участницы. На той же пресс-конференции было объявлено о том, что группа меняет название на Keyakizaka46.
17 сентября, не дождавшись официального дебюта, группу покинула Мидзухо Судзуки (яп. 鈴木泉帆).
С 4 октября 2015 года у группы начало выходить собственное воскресное телевизионное шоу под названием Keyakitte, Kakenai? (яп. 欅って、書けない?) на TV Tokyo. В первом эпизоде шоу был показан официальный цвет группы — зелёный (позже, 14 ноября 2015 года, к зелёному цвету был добавлен розовый).
2 ноября 2015 года в группе произошёл первый скандал. В сеть были слиты фотографии Маю Харада (яп. 原田まゆ) с её парнем, который оказался её учителем из средней школы. Сама девушка на момент публикации фотографий являлась несовершеннолетней. Этот факт вызвал бурную реакцию в интернете, СМИ публиковали интервью с родителями девушки, а фанаты были недовольны плохим началом карьеры группы. 11 ноября 2015 года Маю Харада (яп. 原田まゆ) покинула группу.
Также 2 ноября 2015 года состоялось первое появление Keyakizaka46 в журнале. Первое поколение группы украсило несколько страниц «Weekly Playboy».
Первый хендшейк (мероприятие, на котором поклонники группы выстраиваются в очередь, чтобы пожать руки идолам) состоялся 14 и 15 ноября 2015 в Zepp DiverCity. Вход на мероприятие был свободным для всех желающих. На хендшейке было объявлено, что первое живое выступление в рамках концерта группы пройдет 30 января 2016 года.
Официальные блоги участниц на сайте группы были открыты 14 ноября 2015 года.
21 ноября 2015 года участницы Keyakizaka46 впервые появились на обложке журнала UTB. В этот же день управление группы объявило адрес, на который фанаты могут присылать свои письма.
29 ноября 2015 года на шоу Keyakitte, Kakenai? (яп. 欅って、書けない?) представили новую участницу группы Нэру Нагахама (яп. 長濱ねる). Она принимала участие в прослушивании наравне со всеми участницами, но на последнем этапе её родители все же уговорили её отказаться от карьеры идола. После долгих разговоров менеджмента группы с родителями, вторые всё же согласились на то, чтобы их дочь присоединилась к группе. Девушка стала первой участницей подгруппы Hiragana Keyakizaka46 (яп. けやき坂46).
Первый этап прослушивания в Hiragana Keyakizaka46 (яп. けやき坂46), дополнительную подгруппу в Keyakizaka46 (яп. 欅坂46), был открыт на следующий день, 30 ноября 2015 года, и длился до 31 декабря того же года.
Первое выступление Keyakizaka46 на телевидении состоялось 16 декабря 2015 года на музыкальной передаче FNS Music Festival на Fuji TV. Объединившись с участницами сестринской группой, девушки из Keyakizaka46 исполнили композицию Nogizaka46. Позицию центра в хореографии в этом выступлении занимала самая молодая участница группы Keyakizaka46 Юрина Хиратэ (яп. 平手友梨奈), которой на тот момент было 14 лет.

### 2016 год
С января 2016 года участницы проводили собственные эфиры в рамках радио-программы [[All Night Nippon|All Night Nippon]], в ходе которых знакомили своих слушателей с каждой отдельно взятой участницей.
1 февраля 2016 года начался второй этап прослушивания в Hiragana Keyakizaka46 (яп. けやき坂46). Девушкам, прошедшим первый этап, было отправлены письма с дальнейшей инструкцией.
В феврале 2016 года был анонсирован выход первого сингла группы. Релиз был намечен на 6 апреля 2016 года. Название стало известно позже — «Silent Majority» (яп. サイレントマジョリティー). 28 февраля 2016 года на музыкальном фестивале SKY PerfecTV! группа впервые исполнила свою дебютную песню. Также в марте было объявлено, что данная композиция будет использована в телерекламе мобильного приложения Mechakari.
28 февраля 2016 года в Keyakitte, Kakenai? (яп. 欅って、書けない?) незадолго до первого выступления на фестивале были объявлены участницы, которые приняли участие в записи «Silent Majority» (яп. サイレントマジョリティー).

## Состав

### Sakurazaka46(яп.櫻坂46)
| Имя                            | Дата рождения (возраст)   | Родная префектура | Примечания                    |
| ------------------------------ | ------------------------- | ----------------- | ----------------------------- |
| Рина Иноуэ (яп. 井上梨名)      | 29 января 2001 (24 года)  | Хиого             | 2-е поколение                 |
| Хикари Эндо (яп. 遠藤光莉)     | 17 апреля 1999 (26 лет)   | Канагава          | 2-е поколение                 |
| Рей Озоно (яп. 大園玲)         | 18 апреля 2000 (25 лет)   | Кагосима          | 2-е поколение                 |
| Акихо Онума (яп. 大沼晶保)     | 12 октября 1999 (25 лет)  | Сидзуока          | 2-е поколение                 |
| Марино Косака (яп. 幸阪茉里乃) | 19 декабря 2002 (22 года) | Мие               | 2-е поколение                 |
| Юи Такемото (яп. 武元唯衣)     | 23 марта 2002 (23 года)   | Сига              | 2-е поколение                 |
| Хоно Тамура (яп. 田村保乃)     | 21 октября 1998 (26 лет)  | Осака             | 2-е поколение                 |
| Карин Фудзиёси (яп. 藤吉夏鈴)  | 29 августа 2001 (23 года) | Осака             | 2-е поколение                 |
| Кира Масумото (яп. 増本綺良)   | 12 января 2002 (23 года)  | Хиого             | 2-е поколение                 |
| Рина Мацуда (яп. 松田里奈)     | 13 октября 1999 (25 лет)  | Миядзаки          | 2-е поколение (капитан)       |
| Хикару Морита (яп. 森田ひかる) | 10 июля 2001 (24 года)    | Фукуока           | 2-е поколение                 |
| Рена Мория (яп. 守屋麗奈)      | 2 января 2000 (25 лет)    | Токио             | 2-е поколение                 |
| Тен Ямасаки (яп. 山﨑天)       | 28 сентября 2005 (19 лет) | Осака             | 2-е поколение                 |
| Рика Исимори (яп. 石森璃花)    | 13 января 2002 (23 года)  | Гумма             | 3-е поколение                 |
| Рико Эндо (яп. 遠藤理子)       | 9 января 2006 (19 лет)    | Сайтама           | 3-е поколение                 |
| Рейна Одакура (яп. 小田倉麗奈) | 25 июля 2004 (21 год)     | Токио             | 3-е поколение                 |
| Нагиса Кодзима (яп. 小島凪紗)  | 7 июля 2005 (20 лет)      | Нагано            | 3-е поколение                 |
| Аири Танигути (яп. 谷口愛季)   | 12 апреля 2005 (20 лет)   | Ямагути           | 3-е поколение                 |
| Юзуки Накасима (яп. 中嶋優月)  | 17 февраля 2003 (22 года) | Фукуока           | 3-е поколение                 |
| Мио Матоно (яп. 的野美青)      | 8 ноября 2006 (18 лет)    | Фукуока           | 3-е поколение                 |
| Итоха Мукаи (яп. 向井純葉)     | 9 мая 2006 (19 лет)       | Хиросима          | 3-е поколение                 |
| Ю Мурай (яп. 村井優)           | 18 августа 2004 (20 лет)  | Токио             | 3-е поколение                 |
| Миу Мураяма (яп. 村山美羽)     | 15 февраля 2005 (20 лет)  | Токио             | 3-е поколение                 |
| Сидзуки Ямасита (яп. 山下瞳月) | 22 января 2005 (20 лет)   | Киото             | 3-е поколение                 |
| Кономи Асаи (яп. 浅井恋乃未)   | 22 декабря 2004 (20 лет)  | Сайтама           | 4-е поколение                 |
| Хина Инагума (яп. 稲熊ひな)    | 9 марта 2006 (19 лет)     | Аити              | 4-е поколение                 |
| Хару Кацумата (яп. 勝又春)     | 24 января 2004 (21 год)   | Киото             | 4-е поколение                 |
| Нео Сато (яп. 佐藤愛桜)        | 1 декабря 2006 (18 лет)   | Сага              | 4-е поколение                 |
| Тихиро Накагава (яп. 中川智尋) | 16 сентября 2007 (17 лет) | Нагасаки          | 4-е поколение                 |
| Вако Мацумото (яп. 松本和子)   | 6 февраля 2005 (20 лет)   | Тиба              | 4-е поколение                 |
| Хиро Мегуро (яп. 目黒陽色)     | 24 января 2006 (19 лет)   | Сайтама           | 4-е поколение                 |
| Уи Ямакава (яп. 山川宇衣)      | 19 сентября 2005 (19 лет) | Мияги             | 4-е поколение                 |
| Момоми Ямада (яп. 山田桃実)    | 20 июля 2008 (17 лет)     | Окаяма            | 4-е поколение (самая младшая) |

### Бывшие участницы
| Имя                              | Дата рождения (возраст)   | Родная префектура | Примечания                                                             |
| -------------------------------- | ------------------------- | ----------------- | ---------------------------------------------------------------------- |
| Мидзухо Судзуки (яп. 鈴木泉帆)   | 2001 год (19-18 лет)      | Айти              | Ушла 17 сентября 2015 года (до официального дебюта группы)             |
| Маю Харада (яп. 原田まゆ)        | 2 мая 1998 (27 лет)       | Токио             | Ушла 11 ноября 2015 года                                               |
| Юи Имаидзуми (яп. 今泉佑唯)      | 30 сентября 1998 (26 лет) | Канагава          | 1-е поколение, выпустилась 4 ноября 2018 года                          |
| Нана Ода (яп. 織田奈那)          | 4 июня 1998 (27 лет)      | Сидзуока          | 1-е поколение, выпустилась 23 января 2020 года                         |
| Манака Сида (яп. 志田愛佳)       | 23 ноября 1998 (26 лет)   | Ниигата           | 1-е поколение, выпустилась 16 ноября 2018 года                         |
| Мию Судзумото (яп. 鈴本美愉)     | 5 декабря 1997 (27 лет)   | Айти              | 1-е поколение, выпустилась 23 января 2020 года                         |
| Нанако Нагасава (яп. 長沢菜々香) | 23 апреля 1997 (28 лет)   | Ямагата           | 1-е поколение, выпустилась 31 марта 2020 года                          |
| Нэру Нагахама (яп. 長濱ねる)     | 4 сентября 1998 (26 лет)  | Нагасаки          | 1,5-е поколение (с 30 ноября 2015 года), выпустилась 31 июля 2019 года |
| Юрина Хиратэ (яп. 平手友梨奈)    | 25 июня 2001 (24 года)    | Айти              | 1-е поколение (самая младшая, центр), ушла 23 января 2020 года         |
| Нанами Ёнэтани (яп. 米谷奈々未)  | 24 февраля 2000 (25 лет)  | Осака             | 1-е поколение, выпустилась 22 декабря 2018 года                        |

## Дискография

### Синглы
| № | Название                                            | Дата выхода     | Чарты     | Чарты       | Продажи (Oricon) | Продажи (Oricon) | Сертификации                             | Альбом                                                                 |
| № | Название                                            | Дата выхода     | JP Oricon | JP Billb’rd | Первая неделя    | Всего            | Сертификации                             | Альбом                                                                 |
| - | --------------------------------------------------- | --------------- | --------- | ----------- | ---------------- | ---------------- | ---------------------------------------- | ---------------------------------------------------------------------- |
| 1 | «Silent Majority» (яп. サイレントマジョリティー)    | 6 апреля 2016   | 1         | 1           | 261,580          | 436,320+         | - RIAJ: 2×Platinum - Platinum (цифровые) | «Masshirona Mono wa Yogoshitaku Naru» (яп. 真っ白なものは汚したくなる) |
| 2 | «Sekai ni wa Ai Shika Nai» (яп. 世界には愛しかない) | 10 августа 2016 | 1         | 1           | 323,066          | 443,016          | - RIAJ: Platinum                         | «Masshirona Mono wa Yogoshitaku Naru» (яп. 真っ白なものは汚したくなる) |
| 3 | «Futari Saison» (яп. 二人セゾン)                    | 30 ноября 2016  | 1         | 1           | 442,322          | 610,874          | - RIAJ: 2×Platinum - Gold (цифровые)     | «Masshirona Mono wa Yogoshitaku Naru» (яп. 真っ白なものは汚したくなる) |
| 4 | «Fukyōwaon» (яп. 不協和音)                          | 5 апреля 2017   | 1         | 1           | 632,667          | 773,536          | - RIAJ: 3×Platinum - Gold (цифровые)     | «Masshirona Mono wa Yogoshitaku Naru» (яп. 真っ白なものは汚したくなる) |
| 5 | «Kaze ni Fukarete mo» (яп. 風に吹かれても)          | 25 октября 2017 | 1         | 1           | 642,936          | 803,733          | - RIAJ: 3×Platinum - Gold (цифровые)     |                                                                        |
| 6 | «Glass no Ware» (яп. ガラスを割れ)                  | 7 марта 2018    | 1         | 1           | 833,346          | 1,087,527        | - RIAJ: Million - Gold (цифровые)        |                                                                        |
| 7 | «Ambivalent» (яп. アンビバレント)                   | 15 августа 2018 | 1         | 1           | 811,684          | 1,063,793        | - RIAJ: Million - Gold (цифровые)        |                                                                        |
| 8 | «Kuroi Hitsuji» (яп. 黒い羊)                        | 27 февраля 2019 | 1         | 1           | 750,382          | 912,998          | - RIAJ: Million                          |                                                                        |

### Альбомы

#### Keyakizaka46(яп.欅坂46)
| № | Название                                                               | Дата выхода  | Чарты     | Чарты       | Продажи (Oricon) | Продажи (Oricon) | Сертификации     |
| № | Название                                                               | Дата выхода  | JP Oricon | JP Billb’rd | Первая неделя    | Всего            | Сертификации     |
| - | ---------------------------------------------------------------------- | ------------ | --------- | ----------- | ---------------- | ---------------- | ---------------- |
| 1 | «Masshirona Mono wa Yogoshitaku Naru» (яп. 真っ白なものは汚したくなる) | 19 июня 2017 | 1         | 1           | 279,093          | 374,963          | - RIAJ: Platinum |

### Коллаборации

#### AKB48 / IZ*ONE
| № | Юнит                        | Название                                                            | Сингл                             | Дата выхода   |
| - | --------------------------- | ------------------------------------------------------------------- | --------------------------------- | ------------- |
| 1 | Sakamichi AKB (яп. 坂道AKB) | «Dare no Koto wo Ichiban Aishiteru?» (яп. 誰のことを一番 愛してる?) | «Shoot Sign» (яп. シュートサイン) | 15 марта 2017 |
| 2 | Sakamichi AKB (яп. 坂道AKB) | «Kokkyo no Nai Jidai» (яп. 国境のない時代)                          | «Jabaja» (яп. ジャーバージャ)     | 14 марта 2018 |
| 3 | Sakamichi AKB (яп. 坂道AKB) | «Hatsukoi Door» (яп. 初恋ドア)                                      | «Jiwaru DAYS» (яп. ジワるDAYS)    | 13 марта 2019 |
| 4 | IZ4648 (яп. IZ4648)         | «Hitsuzensei» (яп. 必然性)                                          | «Jiwaru DAYS» (яп. ジワるDAYS)    | 13 марта 2019 |

## Концерты
| № | Дата проведения                 | Подгруппа                              | Название                                                                             | Стадион                             |
| - | ------------------------------- | -------------------------------------- | ------------------------------------------------------------------------------------ | ----------------------------------- |
| 1 | 17 марта 2016 года              | Kanji Keyakizaka46 (яп. 欅坂46)        | «Keyakizaka46 Debut Countdown Live» (яп. 欅坂46デビューカウントダウンライブ)         | Токийский международный форум       |
| 2 | 24—25 декабря 2016 года         | Keyakizaka46 (яп. 欅坂46)              | «Keyakizaka46 One Man Live» (яп. 欅坂46ワンマンライブ)                               | Колизей Ариаке (яп. 有明コロシアム) |
| 3 | 21—22 марта 2017 года           | Hiragana Keyakizaka46 (яп. けやき坂46) | «Hiragana Keyakizaka46 One Man Live» (яп. けやき坂46Zeppワンマンライブ)              | Zepp Tokyo                          |
| 4 | 31 мая 2017 года                | Hiragana Keyakizaka46 (яп. けやき坂46) | «Hiragana Keyakizaka46 One Man Live» (яп. けやき坂46Zeppワンマンライブ)              | Zepp Namba                          |
| 5 | 11 августа—5 сентября 2018 года | Keyakizaka46 (яп. 欅坂46)              | «Keyakizaka46 Summer Arena Tour 2018 Live» (яп. Keyakizaka46 Summer Arena Tour 2018) |                                     |

## Фильмография

### Телевизионные передачи
- Keyakitte, Kakenai? (яп. 欅って、書けない?) (TV Tokyo, 4 октября 2015 – 12 октября 2020)[5]

### Радиопередачи
- Keyakizaka46 no All Night Nippon[англ.] (Nippon Broadcasting System[англ.], 5 января 2016)[36]
- Keyakizaka46 no All Night Nippon R (яп. 欅坂46のオールナイトニッポンR) (Nippon Broadcasting System, 31 января, 28 февраля и 27 марта 2016)[36]

## Награды
| Год  | Награда                                                             | Номинация                                                                            | Статус     |
| ---- | ------------------------------------------------------------------- | ------------------------------------------------------------------------------------ | ---------- |
| 2016 | 90thDrama Academy Awards                                            | Лучший саундтрек «Sekai ni wa Ai Shika Nai» (яп. 世界には愛しかない)                 | 4-е место  |
| 2016 | 90thDrama Academy Awards                                            | Лучшая актриса                                                                       | 5-е место  |
| 2016 | Yahoo Search Award 2016                                             | Артист с растущей популярностью                                                      | Победитель |
| 2016 | The 31st Japan Gold Disc Award (яп. 第31回日本ゴールドディスク大賞) | Новичок года                                                                         | Победитель |
| 2017 | 59th Japan Record Awards (яп. 第59回日本レコード大賞)               | Лучшая песня «Kaze ni Fukarete mo» (яп. 風に吹かれても)                              | Номинант   |
| 2017 | Yahoo Search Award 2017                                             | Артист с растущей популярностью                                                      | Победитель |
| 2017 | 30th Megane Best Dresser Awards                                     | Артист, которого желают увидеть в очках                                              | Победитель |
| 2017 | MTV VMAJ 2017's Best buzz Award                                     | Артист, популярный в интернете                                                       | Победитель |
| 2017 | TBS 50th Nihon Yusen Taisho                                         | Лучший артист                                                                        | Номинант   |
| 2017 | The 10th CD Shop Award 2018 (яп. 第10回CDショップ大賞2018)          | Лучший альбом «Masshirona Mono wa Yogoshitaku Naru» (яп. 真っ白なものは汚したくなる) | Победитель |